# Joint Aviation Authorities
Le Joint Aviation Authorities (JAA) erano un'associazione delle autorità dell'aviazione civile degli stati europei, i quali convengono di cooperare, su base unicamente volontaria (cioè uno stato o un ente poteva decidere o meno se adottare una decisione), allo sviluppo e all'attuazione di normative e procedure comuni nel campo della sicurezza aerea, allo scopo di fornire livelli di sicurezza elevati e costanti, nonché un livello comune per la concorrenza in ambito europeo. Particolare attenzione era dedicata all'intento di armonizzare le norme JAA con le regole in vigore negli USA; dal 2009 questo organismo è stato sostituito dall'Agenzia europea per la sicurezza aerea (EASA).